# Protectoraat Oeganda
Het Protectoraat Oeganda (Engels: Uganda Protectorate) was van 1894 tot 1962 een protectoraat van het Britse Rijk. Het protectoraat werd opgericht nadat de British East Africa Company in 1893 het bestuur over het gebied, dat voornamelijk bestond uit het koninkrijk Boeganda, overgedragen had aan de Britse overheid. Op 9 oktober 1962 werd het Protectoraat Oeganda het onafhankelijke land Oeganda binnen het Gemenebest van Naties met de Britse koningin als staatshoofd. 